# Arbori
Arbori (korziško Arburi) je naselje in občina v francoskem departmaju Corse-du-Sud regije - otoka Korzika. Leta 2004 je naselje imelo 67 prebivalcev.

## Geografija
Kraj leži v zahodnem delu otoka Korzike 51 km severno od središča Ajaccia.

## Uprava
Občina Arbori skupaj s sosednjimi občinami Balogna, Coggia, Guagno, Letia, Murzo, Orto, Poggiolo, Renno, Soccia in Vico sestavlja kanton Deux-Sorru s sedežem v Vicu. Kanton je sestavni del okrožja Ajaccio.
1. ↑  »Populations légales 2016«. Nacionalni inštitut za statistične in gospodarske raziskave. Pridobljeno 25. aprila 2019.